# Алгоритм Шуфа — Елкіса — Аткіна
Алгори́тм Шу́фа — Е́лкіса — А́ткіна (SEA) — ефективний алгоритм підрахунку числа точок на еліптичній кривій над скінченним полем. Має застосування в еліптичній криптографії, де важливо знати кількість точок, щоб оцінити складність розв'язання задачі дискретного логарифма в групі точок на еліптичній кривій. Є розширенням алгоритму Шуфа, яке запропонували Ноам Елкіс та А. О. Л. Аткін, має кращу ефективність ніж оригінал (за евристичним припущенням).

## Деталі
Розширення Елкіса — Аткіна алгоритму Шуфа полягає в обмежені множини простих чисел {\displaystyle S=\{l_{1},\ldots ,l_{s}\}} до простих чисел певного виду. Просте число l називається простим числом Елкіса, якщо характеристичне рівняння {\displaystyle \phi ^{2}-t\phi +q=0} розкладається над {\displaystyle \mathbb {F} _{l}}, а прості числа Аткіна – це прості числа, які не є простими Елкіса. Аткін показав як комбінувати інформацію, отриману з простих чисел Аткіна, з інформацією, отриманою з простих чисел Елкіса, що і привело до алгоритму Шуфа — Елкіса — Аткіна. Перша задача, яку потрібно вирішити, – чи є задане просте число простим Аткіна, чи простим Елкіса. Для цього використовуються модулярні поліноми {\displaystyle \Phi _{l}(X,Y)}, які параметризують пари l-ізогенних еліптичних кривих та залежать від j-інваріантів цих кривих (на практиці також можуть використовуватися інші модулярні поліноми з тією ж метою).
Якщо модулярний поліном {\displaystyle \Phi _{l}(X,j(E))} має корінь {\displaystyle j(E')} в {\displaystyle \mathbb {F} _{q},} то l є простим число Елкіса, тоді можна обчислити поліном {\displaystyle f_{l}(X)}, корені якого відповідають точкам ядра l-ізогенії з {\displaystyle E} в {\displaystyle E'}. Поліном {\displaystyle f_{l}} є дільником відповідного полінома ділення, що використовується в алгоритмі Шуфа, і він має меншу степінь {\displaystyle O(l)}, а не {\displaystyle O(l^{2}).} Для простих чисел Елкіса це дозволяє обчислити кількість точок на {\displaystyle E} по модулю l швидше, ніж в алгоритмі Шуфа. У випадку, коли l є простим число Аткіна, є можливість отримати деяку інформацію із розкладу {\displaystyle \Phi _{l}(X,j(E))} в {\displaystyle \mathbb {F} _{l}[X],} яка обмежує множину варіантів кількості точок по модулю l, однак асимптотична складність алгоритму повністю залежить від простих чисел Елкіса. При умові, що є достатньо багато малих простих чисел Елкіса (в середньому, очікується, що половина простих чисел l буде простими Елкіса), це призводить до скорочення часу виконання. Отриманий алгоритм є імовірнісним (типу Лас-Вегаса), і очікуваний час його роботи, евристично, дорівнює {\displaystyle {\tilde {O}}(\log ^{4}q),} що робить його більш ефективнішим на практиці, ніж алгоритм Шуфа.

## Реалізації
Реалізація алгоритму Шуфа-Елкіса-Аткіна є в системі комп'ютерної алгебри PARI/GP.